# La consagración de la noche

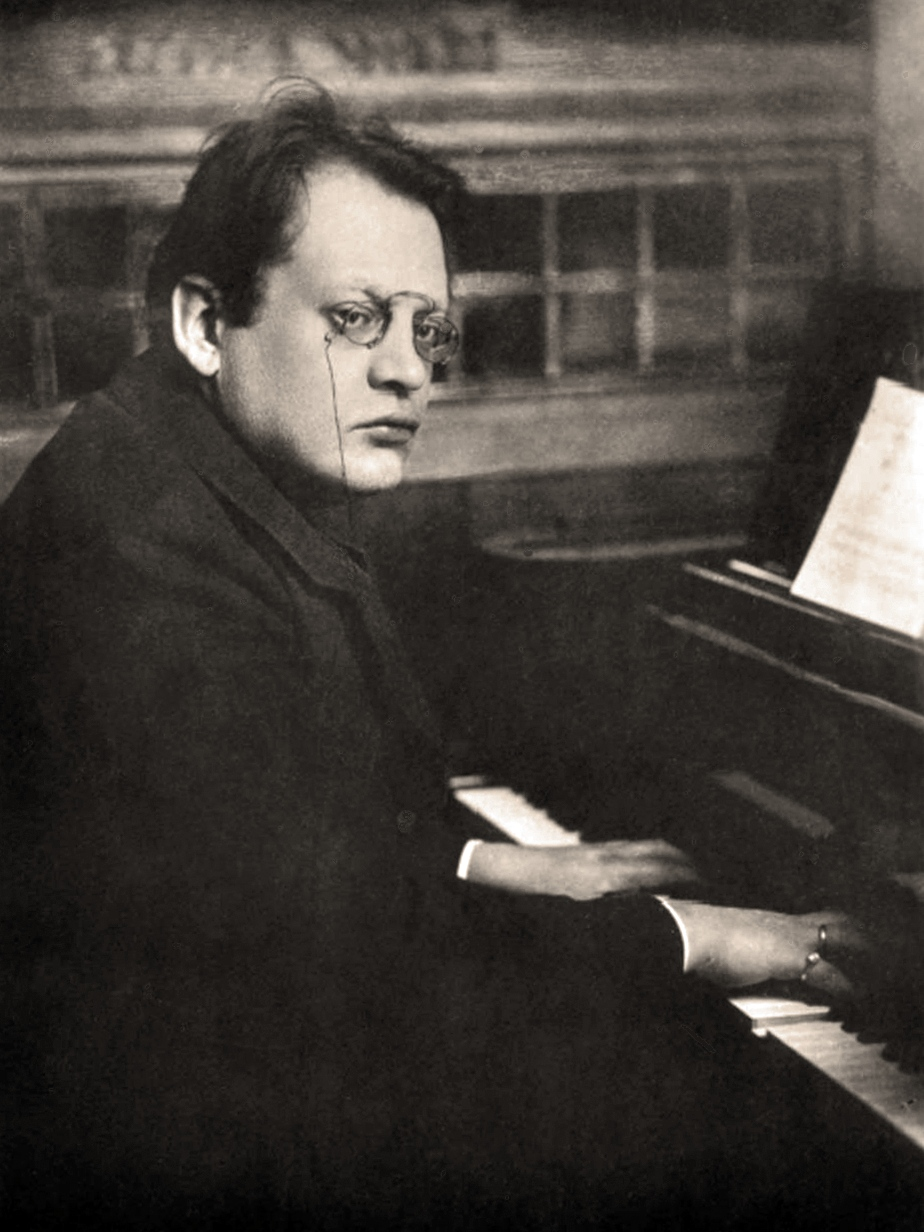
Max Reger - 1910

Die Weihe der Nacht (La consagración de la noche),  op. 119, es una composición coral para contralto, coro de hombres y orquesta de Max Reger, ambientando un poema de Friedrich Hebbel. La compuso en Leipzig en 1911 y se la dedicó a Gertrud Fischer-Maretzki, la contralto solista del estreno. Fue publicada por la Editorial Bote &amp; G. Bock en Berlín el mismo año.

## Historia
Reger compuso la obra en Leipzig en 1911,   donde trabajaba como profesor en el conservatorio.  Durante este período también compuso Eine Lustspielouvertüre, op. 120, el Cuarteto de cuerda en fa sostenido menor, op. 121, y la Sonata para violín, op. 122, entre otras obras.  Fue publicada el mismo año por la Editorial Bote & G. Bock en Berlín, la partitura vocal en julio y las partes en septiembre.  La obra fue estrenada en Berlín el 12 de octubre de 1911 por Gertrud Fischer-Maretzki, miembros del Coro Dom de Berlín y la Orquesta Filarmónica de Berlín, dirigida por Leonid Kreutzer.  
Gertrud Fischer-Maretzki (1886-1929) estuvo entre las contraltos que inspiraron a Reger, junto con Anna Erler-Schnaudt. La conoció por primera vez en 1905 y escribió sobre ella en 1910: La cantante siempre encontró el reconocimiento total del público y de la crítica por su magnífica voz y su interpretación profundamente razonada y genuinamente musical.
Reger utilizó otro poema de Hebbel, "Réquiem", que ya había considerado en 1910, en 1912 para coro masculino a capela, en 1915 para solista, coro mixto y orquesta, para componer el famoso Réquiem de Hebbel.  El poema "Die Weihe der Nacht" también fue utilizado por compositores como Harald Genzmer, Walter Rein y Hilding Rosenberg. 

## Música
Reger escribió la composición para una contralto solista, un coro de hombres ( TTBB ) y una orquesta de dos flautas, dos oboes, dos clarinetes, dos fagots, cuatro trompas, dos trompetas, trombón, tres timbales y cuerdas,  un partitura similar a la elegida por Brahms para su Rapsodia para alto.  El poema comienza con los versos "¡Nächtliche Stille! Heilige Fülle" (¡Silencio nocturno! Santa plenitud). La composición inicialmente está marcada como Adagio y se abre con un lento pasaje orquestal. Reger utiliza en su ambientación el cromatismo, las armonías ambiguas y el figuralismo, de manera similar a su contemporáneo Aleksandr Skriabin. La interpretación del amanecer se ha comparado con la de la Sinfonía alpina de Richard Strauss.  Die Weihe der Nacht presagia así la música programática de Reger, sobre todo de los Vier Tondichtungen nach A. Böcklin, op. 128. 
La obra fue grabada en 1995 por la Bamberger Symphoniker y su coro, dirigidos por Horst Stein y con Lioba Braun como solista y Fritz Walter-Lingquist como organista, junto con Der 100. Salmo y Weihegesang, también de Reger.  